# Josh Holmes

a Compétitions nationales et continentales officielles uniquement.

b Matchs officiels uniquement.
Josh Holmes, né le 6 janvier 1987 à Sydney, est un joueur de rugby à XV Australien évoluant au poste de demi de mêlée. Depuis 2016, il est international de rugby à sept.

## Carrière
Josh Holmes fait ses débuts en Super 14 avec les Waratahs, franchise avec laquelle il est en contrat depuis 2006 et avec laquelle il joue ses premiers matchs lors de la saison 2007. Il rejoint pour l'année suivante les Brumbies puis, après deux saisons, il retrouve les Waratahs pour deux saisons. Il joue ensuite trois saisons avec la Western Force, disputant lors de dernière de celles-ci un match avec les Melbourne Rebels.
En 2016, il intègre l'équipe d'Australie de rugby à sept, disputant trois tournois des World Rugby Sevens Series, Singapour, Paris et Londres.

## Palmarès
- Meilleur joueur de moins 19ans de l'année 2006 IRB